# Malik (Islam)
Malik (arabisch مالك, DMG Mālik) ist der Name eines Engels, der im Koran und in verschiedenen Überlieferungen des islamischen Religionsstifters Mohammed (6./7. Jahrhundert) erwähnt wird. Dem islamischen Glauben nach hat Allah den Engel Malik aus seinem Zorn erschaffen und mit ihm auch andere Engel, die Zebani (Höllenwärter) genannt werden und aus Feuer (Nar) erschaffen wurden, beauftragt, die Hölle (Dschahannam) zu bewachen und die darin Gefangenen zu peinigen. Hierbei wurde Malik zum größten und mächtigsten aller Wächter der Hölle gemacht.
Im Koran kommt der Name Malik nur einmal vor. Frühe Kodifizierungen (auf die ersten zwei Jahrhunderte des Islams datiert) des Koran erwähnen diesen Namen nicht, sondern vokalisieren die Figur stattdessen als „Malak“ (übersetzt als „Engel“). In Sure 43, 77 heißt es:

„Und sie rufen (in den Qualen der Hölle): ›Malik! Dein Herr soll uns (doch) den Garaus machen (so dass wir im Tod Erlösung finden).‹ Er (aber) sagt: ›(Nein!) Ihr werdet (hier) bleiben.‹“

Nach der Überlieferung von Ahmad ibn Hanbal traf der Prophet Mohammed bei seiner Himmelsreise Malik. Mohammed wird von seinem Begleiter Erzengel Gabriel aufgefordert, Malik zu grüßen und Mohammed grüßt ihn. Hanbal führt dies als Beweis für die Richtigkeit und Wahrheit der Himmelsreise an.
Sein Gegenstück ist der Engel Ridwan, der den Zugang zur Dschanna, zum Paradiesgarten bewacht.